# Salmanaser V
Salmanaser V (em acádio: ; romaniz.: Salmānu-ašarēd; lit.  "Salmanu é o principal") foi o rei do Império Neoassírio após a morte de seu pai Tiglate-Pileser III em 727 a.C. à sua deposição e morte em 722 a.C.. Embora o breve reinado de Salmanaser V seja pouco conhecido de fontes contemporâneas, ele permanece conhecido pela conquista de Samaria e a queda do Reino de Israel, embora a conclusão dessa campanha às vezes seja atribuída a seu sucessor, Sargão II, em vez disso.
Salmanaser V é conhecido por ter feito campanha extensiva nas terras a oeste do coração da Assíria, guerreando não apenas contra os israelitas, mas também contra as cidades-estado fenícias e contra os reinos da Anatólia. Embora ele tenha anexado com sucesso algumas terras ao Império Assírio, suas campanhas resultaram em cercos longos e prolongados que duraram vários anos, alguns não resolvidos no final de seu reinado. As circunstâncias de seu depoimento e morte não são claras, embora provavelmente tenham sido violentas, e é improvável que Sargão II fosse seu herdeiro legítimo. É possível que Sargão II não tivesse nenhuma relação, o que tornaria Salmanaser V o último rei da dinastia adasida, que governou a Assíria por quase mil anos.
Salmanaser V também é conhecido pelo nome de Ululaia (em acádio: ; romaniz.: Ulūlāyu; lit.  "aquele que [nasceu] no mês Ululu"), possivelmente seu nome de nascimento, que é usado em vez de seu nome real Salmanaser em algumas fontes não contemporâneas. Documentos oficiais contemporâneos de seu reinado referem-se exclusivamente ao rei como Salmanaser, não Ululaia, o que significa que é improvável que este último tenha sido usado como um nome oficial de reinado.

## Antecedentes

### Nome

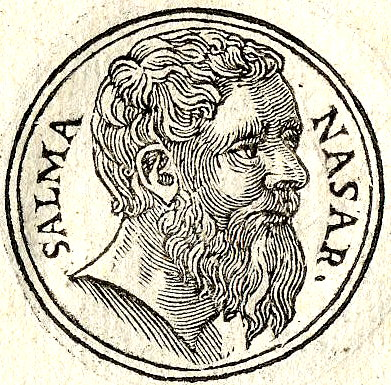
Salmanaser V no Promptuarii Iconum Insigniorum (Guillaume Rouillé, 1553)

O nome Salmanaser, traduzido por contemporâneos como Salmānu-ašarēd na Assíria e Šulmānu-ašarēd na Babilônia, só foi usado por monarcas assírios e nunca foi dado a ninguém além do rei. Isso sugere que era exclusivamente um nome real, assumido por Salmaneser V e pelos quatro reis anteriores que usaram o nome, provavelmente após sua ascensão à posição de príncipe herdeiro e, então, mais publicamente depois de subirem ao próprio trono. O nome significa "Salmanu é o principal", Salmanu (lit.  "amigo") sendo uma divindade popular no médio período assírio e adorada exclusivamente dentro do território assírio, possivelmente sendo uma manifestação amigável da divindade nacional assíria Assur. Outras interpretações do significado de Salmānu-ašarēd também existem; alternativamente, poderia significar "semelhança de Anu" ou possivelmente "adorador do fogo". É improvável que Salmanaser V tenha adotado o nome real devido ao seu significado etimológico real, mas sim devido à sua associação com seus ancestrais gloriosos e predecessores distantes Salmanaser I (r. 1274–1245 a.C.) e Salmanaser III (r. 859–824 a.C.), bem conhecido por suas conquistas nas terras a oeste do coração da Assíria.
A tradução moderna do nome, 'Salmaneser', vem de como o nome é traduzido em hebraico na Bíblia, שלמנאסר (šlmnʾsr). A versão em hebraico tem seu próprio significado, não o mesmo que a versão assíria original: 'Salmanaser' é derivado das palavras shalem (ser inteiro, tornar completo) e 'asar (ligar, amarrar), efetivamente significando algo semelhante a "paz acorrentada" ou "aliança de recompensa".
Salmanaser V também é conhecido pelo nome Ululaia, que significa "aquele que (nasceu) no mês Ululu". Várias fontes não contemporâneas, como o Cânone de Ptolomeu, a Lista de reis da Babilônia e as obras de historiadores greco-romanos posteriores, usam esse nome ou uma variação dele (como o grego Eloulaios) no lugar de seu nome real. Isso tem sido historicamente interpretado como Ululaia tendo sido um segundo nome real de Salmanaser, mas embora o nome também apareça em um punhado de fontes contemporâneas, cartas enviadas por Salmanaser quando ele era o príncipe herdeiro de seu pai Tiglate-Pileser, estas não são formais documentos. Não há evidências de que documentos oficiais contemporâneos se referissem a ele como Ululaia. Também não há evidência de que qualquer outro rei assírio tenha usado mais de um nome de reinado durante sua vida. No entanto, Salmanaser V foi evidentemente lembrado por gerações posteriores pelo nome Ululaia, que, indo pelo contexto em que foi usado, pode ter sido seu nome de nascimento.

### Salmanaser como príncipe herdeiro
Salmanaser V era filho e herdeiro de Tiglate-Pileser III (r. 745–727 a.C.). São conhecidas várias cartas enviadas por Salmanaser a seu pai enquanto Salmanaser ainda era o príncipe herdeiro (usando o nome Ululaia), todas começando com a fórmula padrão "Para o rei, meu senhor: seu servo Ululaia. Boa saúde para o rei, meu senhor! A Assíria está bem, os templos estão bem, todos os fortes do rei estão bem. O rei, meu senhor, pode ficar muito contente ". Esta introdução serviu como um relatório de rotina, dizendo ao rei que tudo estava bem nas terras do príncipe herdeiro. O conteúdo adicional das cartas registra várias atividades conduzidas por Salmanaser enquanto ele era príncipe herdeiro, como a detenção de emissários que passaram por certas cidades sem sua permissão e o transporte de mercadorias. A maioria de suas responsabilidades parecem ter sido de natureza diplomática ou relacionadas à família do palácio.
Embora esteja claro pelas cartas que Salmaneser controlava terras em nome de seu pai enquanto era príncipe herdeiro, não está totalmente claro onde ele estava localizado. Embora sua carta sobre a detenção dos emissários especifique que os emissários passaram pela região de Til-Barsipa e Guzana (na Síria moderna), também afirma que eles foram detidos no local mais oriental de Cubanese, o que significa que Salmanaser pode ter sido localizado próximo ao coração da Assíria, em vez de nas províncias do oeste. O fato de suas cartas mencionarem que "a Assíria está bem" pode indicar que sua área de responsabilidade era na Assíria central. Os assiriólogos Keiko Yamada e Shigeo Yamada sugeriram em 2017 que as cartas de Salmaneser foram enviadas em um momento em que Tiglate-Pileser estava fora em campanha e o príncipe herdeiro residia em Ninrude como regente. Yamada e Yamada observaram que isso era especulativo e que Salmaneser, como príncipe herdeiro, provavelmente também participou das campanhas de seu pai.
É possível que uma das inscrições de Tiglate-Pileser registre o príncipe herdeiro pelo nome de Salmanaser (não Ululaia), possivelmente indicando que ele assumiu esse nome já durante o reinado de seu pai, mas o texto é fragmentário e também poderia ser uma referência a a cidade de Til-Barsipa (chamada de Car-Salmanaser pelos assírios).

### Fontes, artefatos e atividades

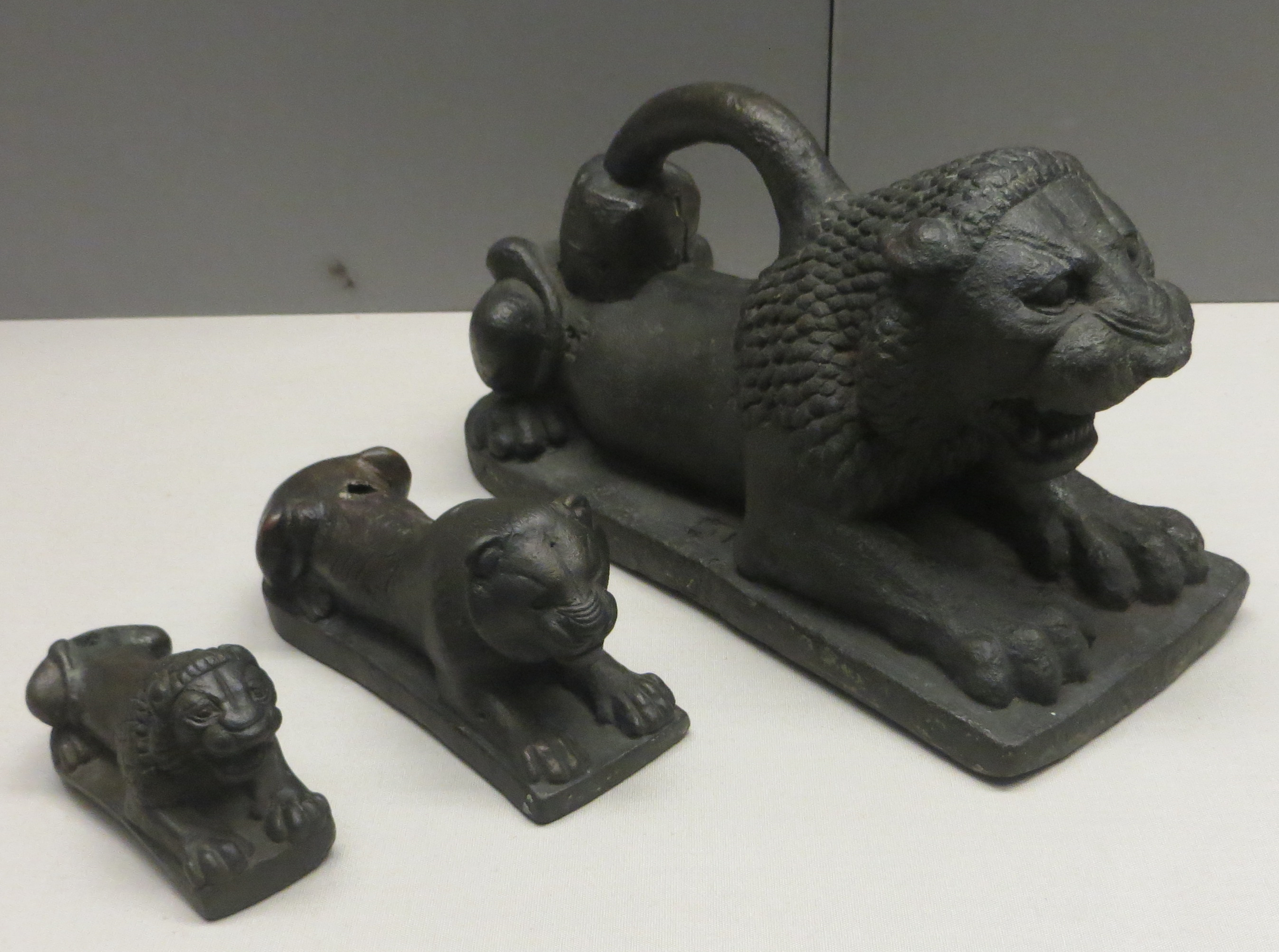
Pesos de leões assírios em exibição no Museu Britânico

### Conquista de Samaria e guerras ocidentais

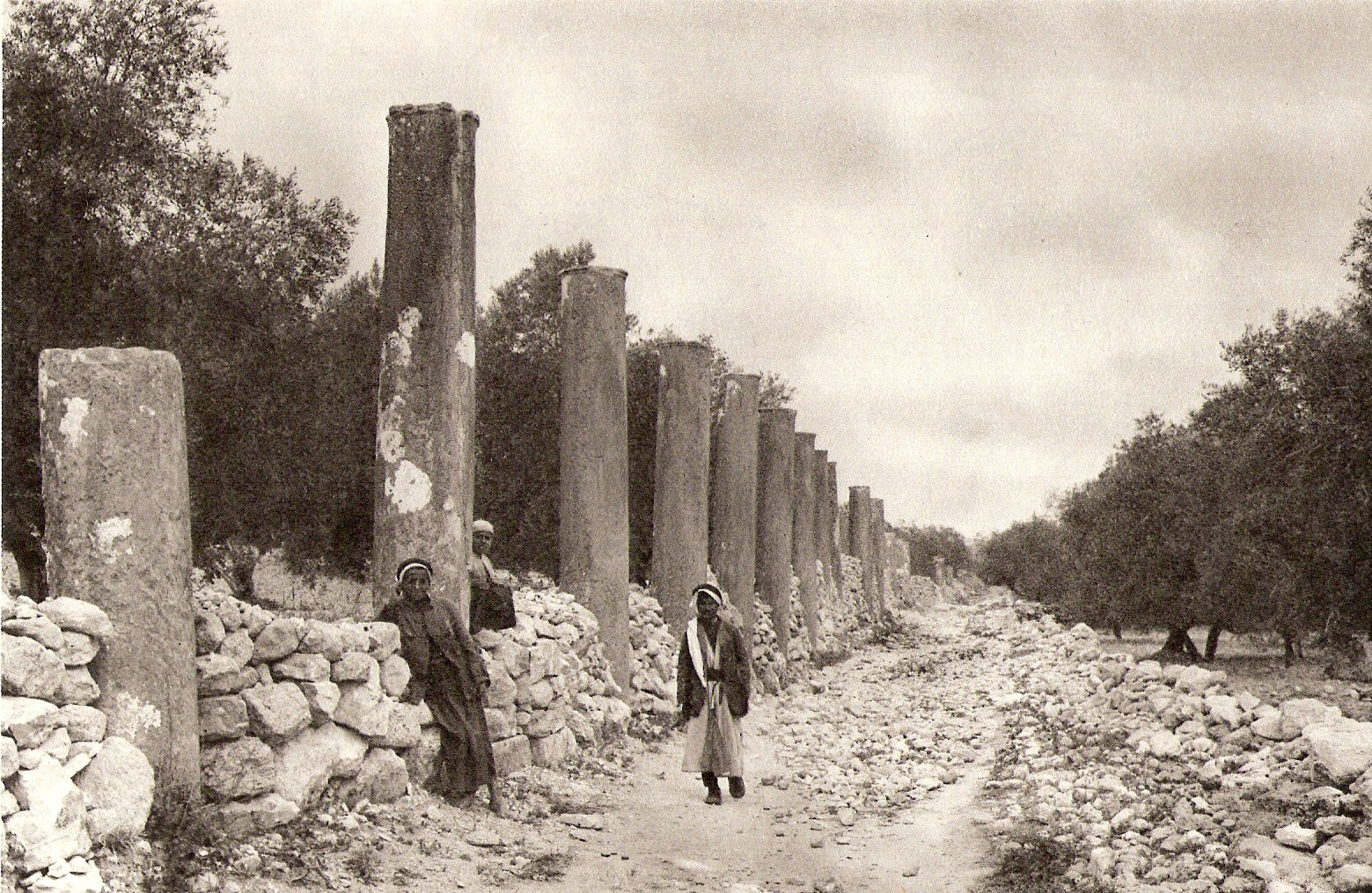
As ruínas modernas de Samaria (fotografadas em 1925)

Mapa do Império Neoassírio na época de Salmanaser V e a deportação dos judeus sob o governo de Tiglate-Pileser III, Salmanaser V e Sargão II

## Reinado